# Pullirivier
De Pullirivier (Zweeds: Pullijoki) is een rivier die stroomt in de Zweedse gemeente Kiruna. De rivier ontstaat uit een moerasgebied waar een tweetal beken samenvloeit. De Pullirivier stroomt zuidwaarts naar het meren Ylinen Pullilompolo, daarna het Alanen Pullilompolo. Vervolgens stroomt ze zuidwaarts, vangt water van kleine zijriviertjes op en stroomt vervolgens de Lainiorivier in. Ze is circa 15 kilometer lang.
Afwatering: Pullirivier → Lainiorivier → Torne → Botnische Golf